# Сухоріч'є (Медведевський район)
Сухорі́ч'є (рос. Сухоречье, марій. Кугунур) — присілок у складі Медведевського району Марій Ел, Росія. Входить до складу Люльпанського сільського поселення.

## Населення
Населення — 7 осіб (2010; 14 у 2002).
Національний склад (станом на 2002 рік):
- росіяни — 100 %